# Val Tuors

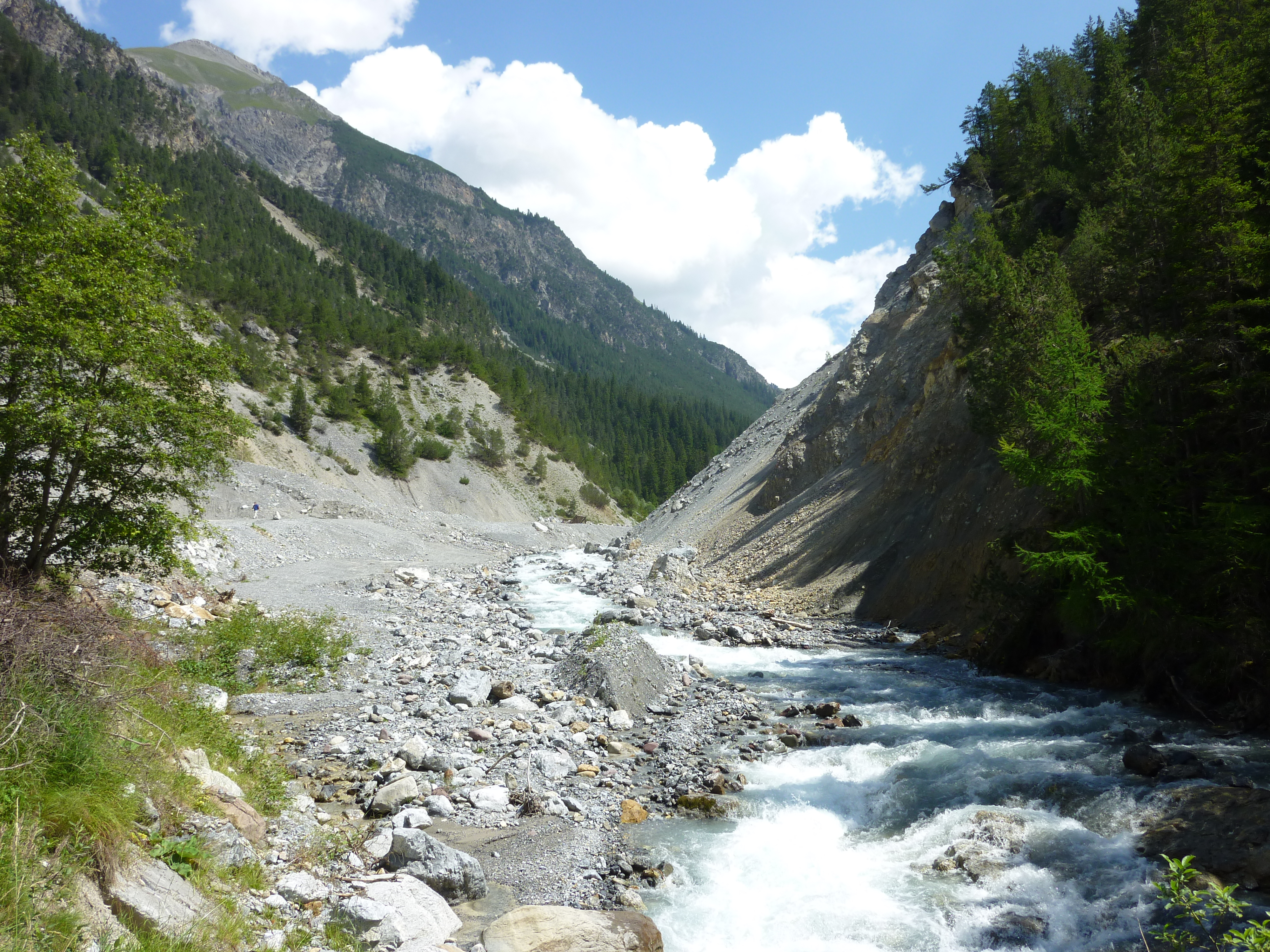
Val Tuors oberhalb Bergün/Bravuogn

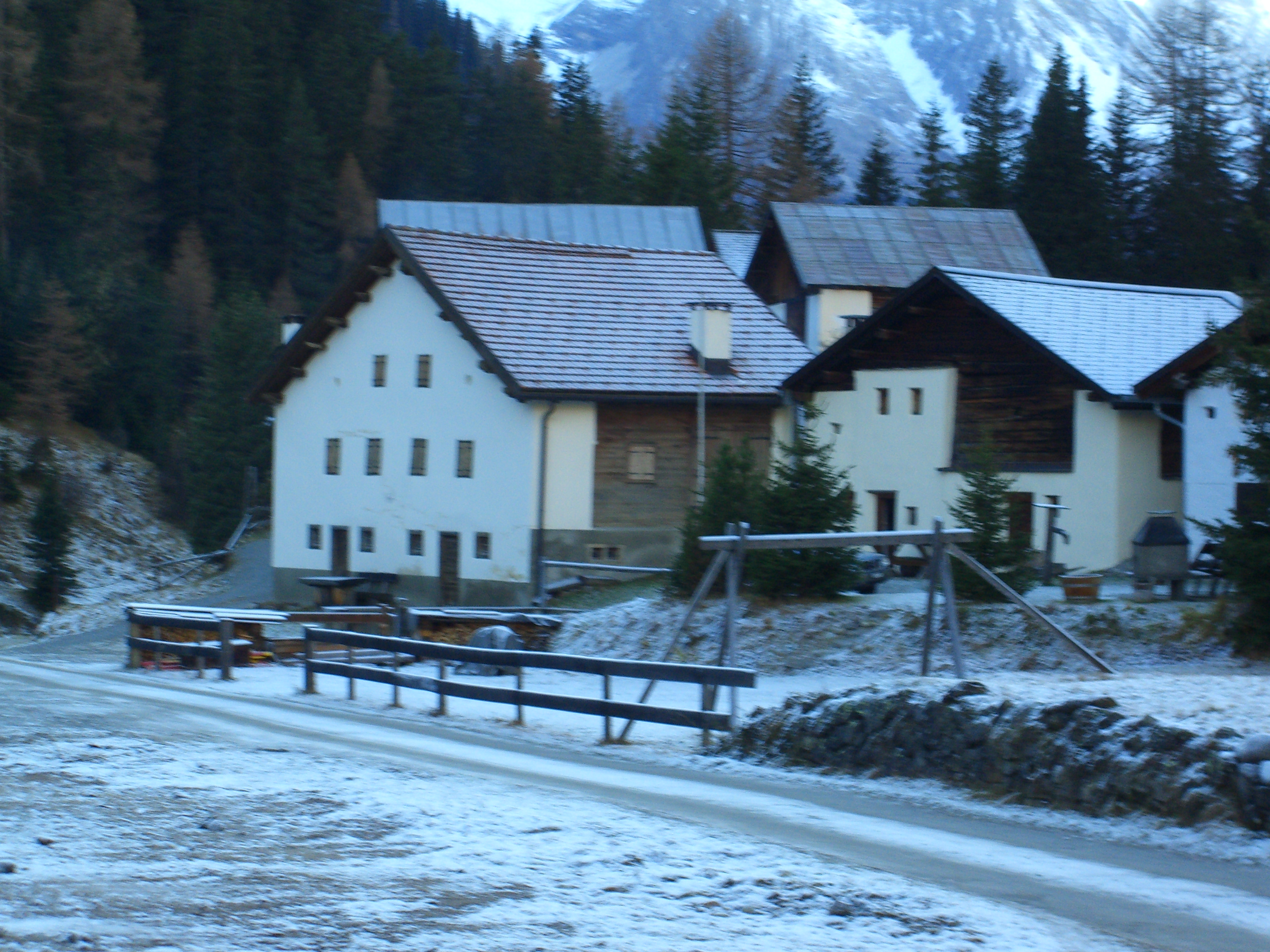
Tuors Davant im Herbst 2005

Das Val Tuors ⓘ ist ein etwa acht Kilometer langes Gebirgstal im Kanton Graubünden in der Schweiz, das von Bergün/Bravuogn (1376 m. ü. M.) entlang des Tuorsbachs zum Weiler Chants (1822 m. ü. M.) führt.
Das Tal ist durch eine schmale Naturstrasse erschlossen. Weitere Weiler im Tal sind Tuors Davant (1704 m. ü. M.) und Punts d’Alp (1770 m. ü. M.).
Chants ist Ausgangspunkt für anspruchsvolle Hochgebirgstouren, so zum Beispiel zur Keschhütte und auf den Piz Kesch oder durch das Val Ravais-ch über den Sertig- oder Scalettapass nach Davos. Durch das Val Tuors führte der Swiss Alpine Marathon, der grösste Ultra-Berglauf der Schweiz.
Am 11. März 1799 führte der französische General Claude-Jacques Lecourbe 2000 Mann über das Val Tuors und über das Val Susauna zum Inn ins Unterengadin (auch heute noch eine vielbegangene zweitägige Tour), wo er die österreichischen Truppen unter Feldmarschall Heinrich von Bellegarde überraschte.
Von Bergün/Bravuogn aus verkehrt ein Rufbus der Busalpin nach Tuors Chants.